# Lakewood (Illinois)
Pour les articles homonymes, voir Lakewood.
Lakewood est un village du comté de McHenry dans l'Illinois, aux États-Unis,. Situé au sud du comté, il est incorporé le 6 juin 1934.

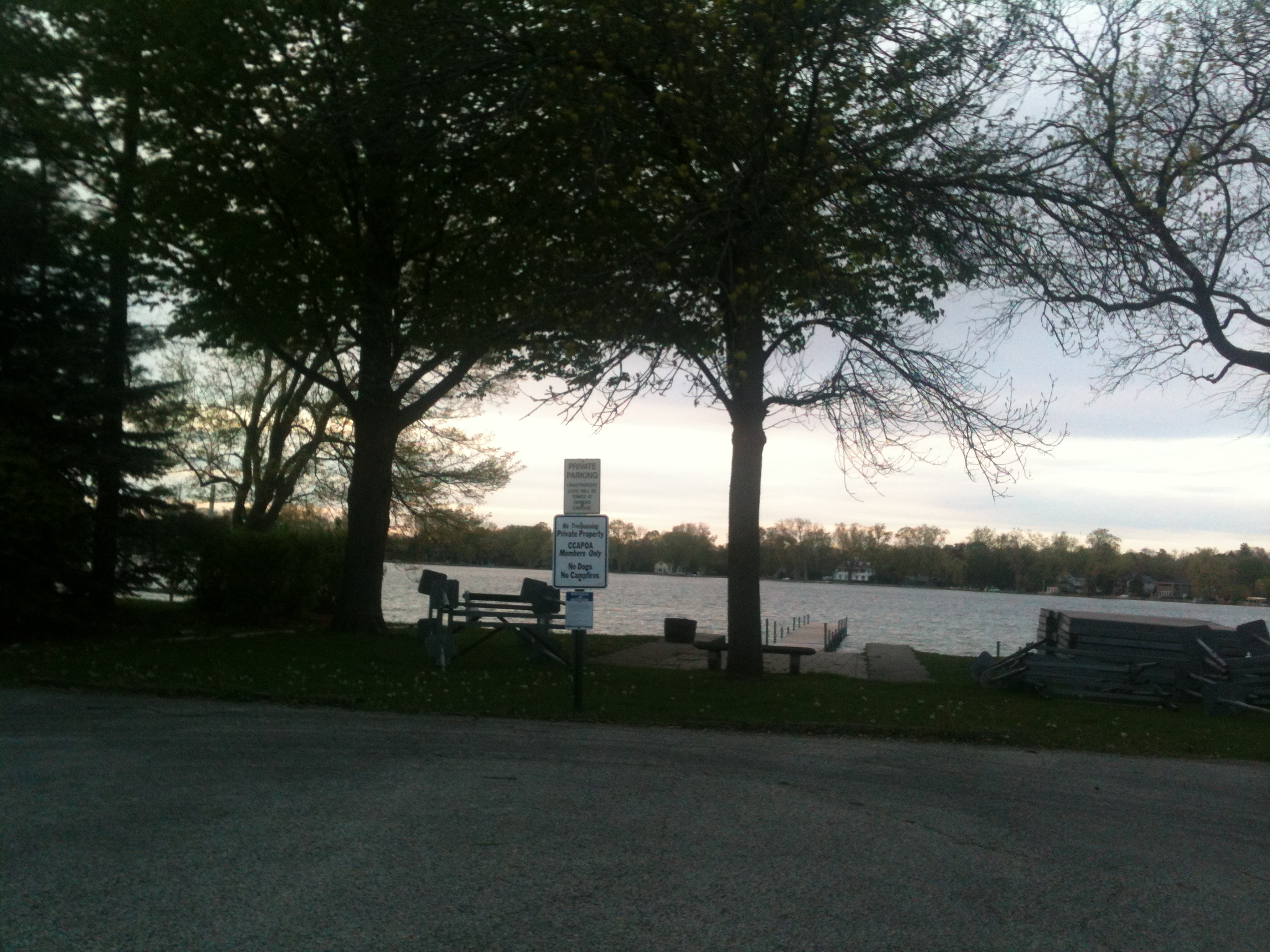
CCAPOA Porte 3 de la Plage de Crystal Lake

## Démographie
Lors du recensement de 2010, le village comptait une population de 3 811 habitants. Elle est estimée, en 2016, à 3 869 habitants.

### Source de la traduction
- (en) Cet article est partiellement ou en totalité issu de l’article de Wikipédia en anglais intitulé « Lakewood, Illinois » (voir la liste des auteurs).